# 3444 Stepanian
3444 Stepanian eller 1980 RM2 är en asteroid i huvudbältet som upptäcktes den 7 september 1980 av den rysk-sovjetiske astronomen Nikolaj Tjernych vid Krims astrofysiska observatorium på Krim. Den har fått sitt namn efter Natalia och Arnol'd Stepanian.
Asteroiden har en diameter på ungefär 6 kilometer.